# Championnat d'Océanie féminin de basket-ball
Pour les articles homonymes, voir Championnat d'Océanie.
Le championnat d'Océanie féminin de basket-ball, est la compétition opposant les sélections nationales de basket-ball des différents pays océaniques.
La compétition a lieu tous les deux ans et est organisée par la FIBA Océanie.
En plus de l'attribution du titre de Champion d'Océanie pour le vainqueur, le Championnat d'Océanie sert généralement également de qualification soit pour les Jeux olympiques, soit pour les Championnats du Monde.
Depuis 2017, les nations océaniques disputent la Coupe d'Asie féminine de basket-ball.

## Palmarès
Les résultats en bleu correspondent aux qualifications pour les jeux olympiques, les autres correspondent aux qualifications pour le championnat du monde.
| 1974 | Australie                                         | Australie        | 69-42     | 72-44  | 75-55        | Nouvelle-Zélande |                    |
| 1978 | Nouvelle-Zélande                                  | Australie        | 68-37     | 63–33  | 89–32        | Nouvelle-Zélande |                    |
| 1982 | Australie                                         | Australie        | 66–46     | 64–32  | 85-55        | Nouvelle-Zélande |                    |
| 1985 | Australie (Sydney & Newcastle)                    | Australie        | 63–36     | 62-43  |              | Nouvelle-Zélande |                    |
| 1989 | Nouvelle-Zélande                                  | Australie        | 93-45     | 107-59 | 80-38        | Nouvelle-Zélande |                    |
| 1993 | Nouvelle-Zélande (Auckland)                       | Nouvelle-Zélande | 120-56    | 106-61 | 120-58       | Samoa            |                    |
| 1995 | Australie                                         | Australie        | 89–44     | 79–45  |              | Nouvelle-Zélande |                    |
| 1997 | Nouvelle-Zélande (Palmerston North & Wellington)  | Australie        | 99–61     |        |              | Nouvelle-Zélande | Nouvelle-Calédonie |
| 2001 | Nouvelle-Zélande                                  | Australie        | 97-61     | 102-55 |              | Nouvelle-Zélande |                    |
| 2003 | Nouvelle-Zélande                                  | Australie        | 69–55     | 84–61  | Non disputé  | Nouvelle-Zélande |                    |
| 2005 | Nouvelle-Zélande                                  | Australie        | 77–51     | 75–67  | 67–38        | Nouvelle-Zélande |                    |
| 2007 | Nouvelle-Zélande (Dunedin)                        | Australie        | 87–46     |        |              | Nouvelle-Zélande | Fidji              |
| 2009 | Australie Nouvelle-Zélande                        | Australie        | 98–48     | 97–57  | Aller-retour | Nouvelle-Zélande |                    |
| 2011 | Australie                                         | Australie        | 77–64     | 92-73  | 82-57        | Nouvelle-Zélande |                    |
| 2013 | Nouvelle-Zélande (Auckland) Australie (Canberra)  | Australie        | 66-50     | 84-66  | Aller-retour | Nouvelle-Zélande |                    |
| 2015 | Nouvelle-Zélande (Tauranga) Australie (Melbourne) |                  | Australie | 61-41  | 80-63        | Aller-retour     | Nouvelle-Zélande   |

## Palmarès du championnat d'Océanie par pays
| Rang | Nation             | Or | Argent | Bronze | Total |
| ---- | ------------------ | -- | ------ | ------ | ----- |
| 1    | Australie          | 15 | 0      | 0      | 14    |
| 2    | Nouvelle-Zélande   | 1  | 15     | 0      | 15    |
| 3    | Samoa              | 0  | 1      | 0      | 1     |
| 4    | Fidji              | 0  | 0      | 1      | 1     |
| 4    | Nouvelle-Calédonie | 0  | 0      | 1      | 1     |

## Le tournoi d'Océanie de basket-ball
En 1997, le basket-ball est inclus dans les Mini Jeux du Pacifique, par conséquent le tournoi d'Océanie ne fut pas disputé. Les Jeux se déroulent tous les quatre ans pour les équipes des îles dans les deux années précédant les Jeux du Pacifique. La FIBA Océanie organise le tournoi d'Océanie à la même période afin d'apporter une compétition à l'ensemble des pays de la zone. Par conséquent, les équipes australiennes et Néo-Zélandaises ne participèrent pas à l'édition 1997.
| 1981 | Fidji               | Australie           | Group Stage | Fidji               | Polynésie française | Group Stage | Vanuatu            |
| 1985 | Fidji               | Australie           | 75–44       | Fidji               | Samoa américaines   | 90–55       | Salomon            |
| 1989 | Polynésie française | Nouvelle-Zélande    | 77–40       | Polynésie française | Fidji               | 112–64      | Guam               |
| 1993 | Samoa               | Samoa               | 85–63       | Polynésie française | Fidji               | 65–45       | Nouvelle-Calédonie |
| 1997 | Samoa américaines   | Polynésie française | 53–50       | Samoa américaines   | Fidji               | 87–71       | Samoa              |
| 2001 | Fidji (Suva)        | Australie           | 90–60       | Polynésie française | Fidji               | 68–67       | Nouvelle-Calédonie |

## Palmarès du tournoi d'Océanie par pays
| Rang | Nation              | Or | Argent | Bronze | Total |
| ---- | ------------------- | -- | ------ | ------ | ----- |
| 1    | Australie           | 3  | 0      | 0      | 3     |
| 2    | Polynésie française | 1  | 3      | 1      | 5     |
| 3    | Nouvelle-Zélande    | 1  | 0      | 0      | 1     |
| 3    | Samoa               | 1  | 0      | 0      | 1     |
| 5    | Fidji               | 0  | 2      | 4      | 6     |
| 6    | Samoa américaines   | 0  | 1      | 1      | 2     |